# جبل بالدوين (كاليفورنيا)
جبل بالدوين هو قمّة جبلية 12,614-قدم  (3,845-متر) تقع في سلسلة جبال سييرا نيفادا في مقاطعة مونو في شمال كاليفورنيا بالولايات المتحدة. تقع في منطقة جوين موير البرية على أرض تديرها غابة Inyo الوطنية. تقع على بعد أربعة أميال شمال الجبل الأحمر والأبيض، وحوالي 10.5 ميل (16.9 كـم) جنوب شرق مجتمع بحيرات ماموث. أقرب جار أعلى هو جبل ريد سليت، 2 ميل (3.2 كـم) إلى الجنوب الغربي. تُصنف بالدوين على أنها أعلى قمة رقم 257 في كاليفورنيا. تعتبر التضاريس الطبوغرافية مهمة حيث يرتفع الجانب الشرقي 3,775 قدم (1,151 متر) فوق وادي ماكجي على بعد ميل ونصف. تم أول صعود للقمة في 2 يوليو 1928، بواسطة نورمان كلايد، الذي يُنسب إليه الفضل في 130 صعودًا أوليًا، معظمها كان في سييرا نيفادا.

## مناخ
يقع جبل بالدوين في منطقة مناخية جبال الألب. تنشأ معظم الجبهات الجويّة في المحيط الهادئ، وتتجه شرقًا نحو جبال سييرا نيفادا. ومع اقتراب الجبهات، تدفعها القمم إلى الأعلى، مما يتسبب في سقوط رطوبتها على شكل أمطار أو تساقط ثلوج على النّطاق (الرّفع الجبلي). يصرف الجريان السّطحي لهطول الأمطار من الجبل شرقًا إلى بحيرة كراولي عبر ماكجي كريك، ومن الغرب إلى كونفيكت كريك، ومن ثم بحيرة كونفيكت.

## صالة عرض

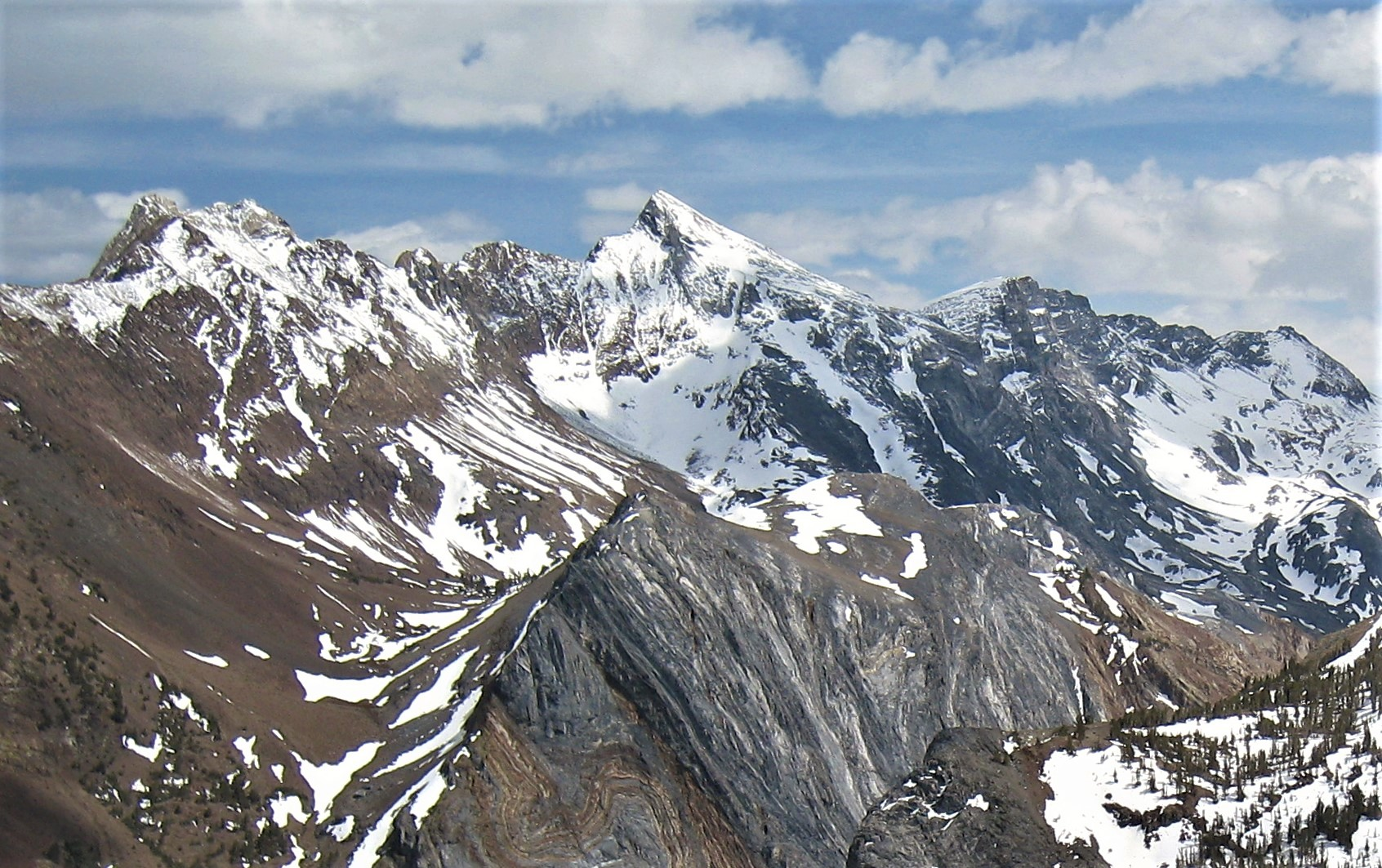
الجانب الشمالي الغربي لجبل بالوين المركز ووايت فانغ شمالا
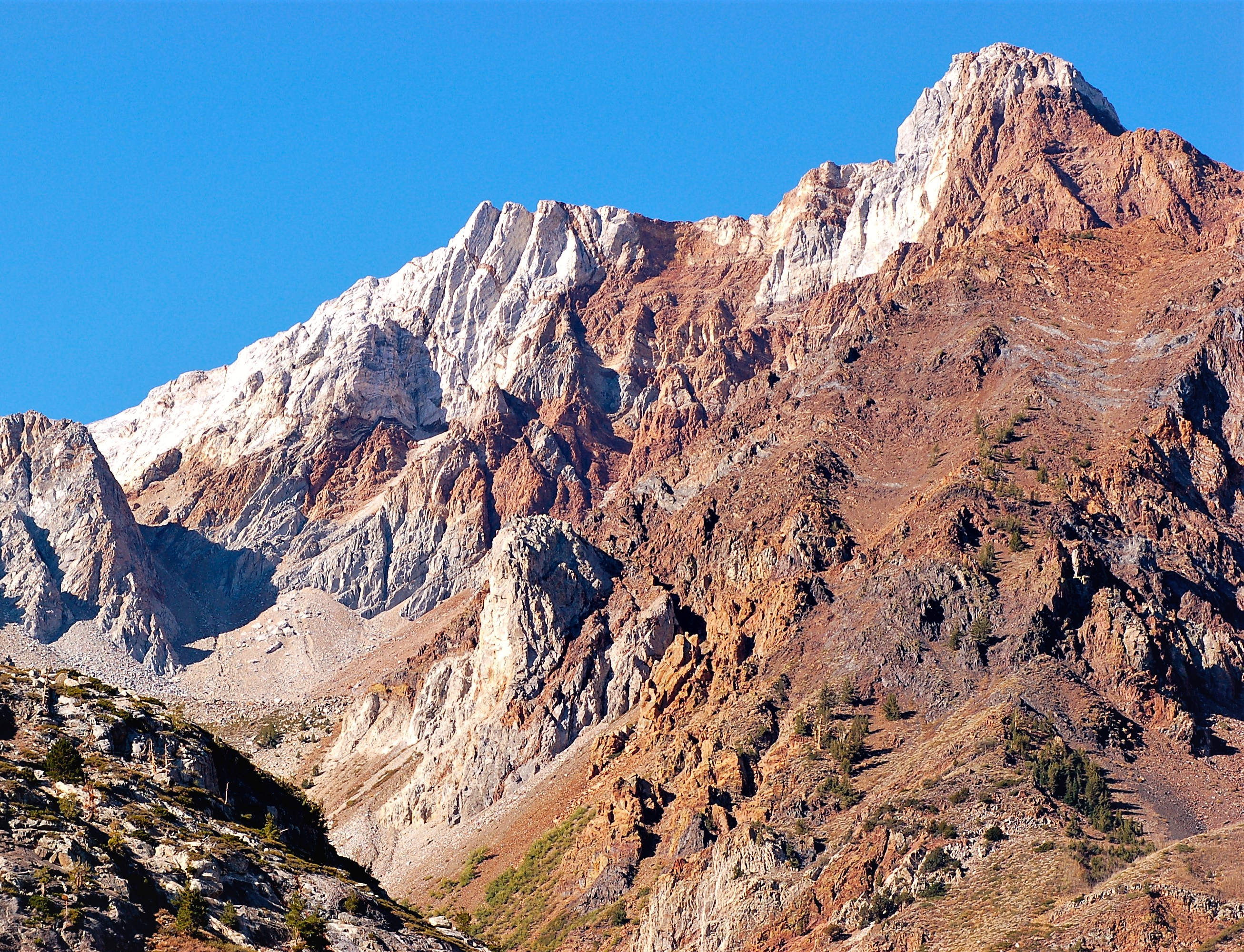
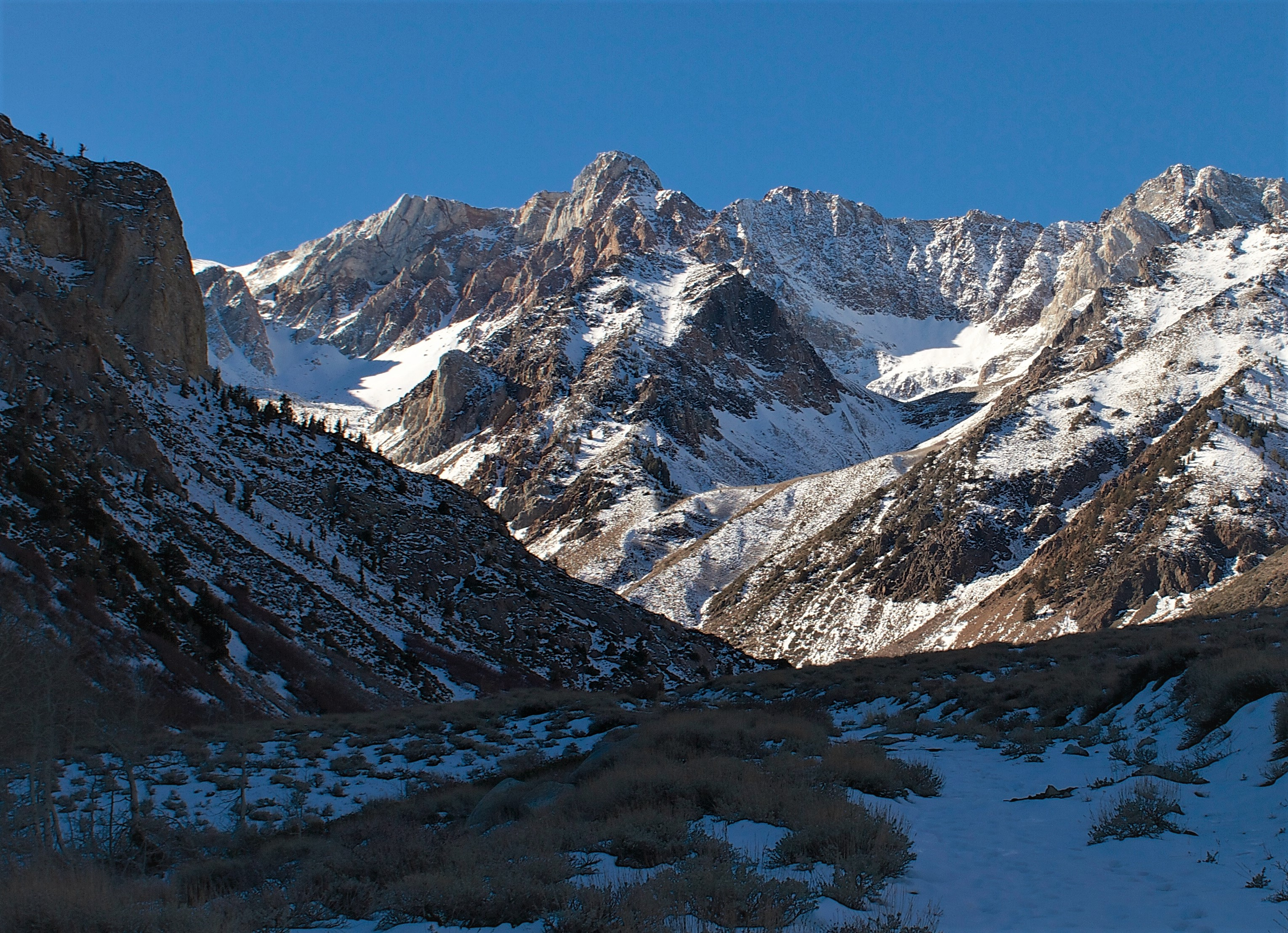
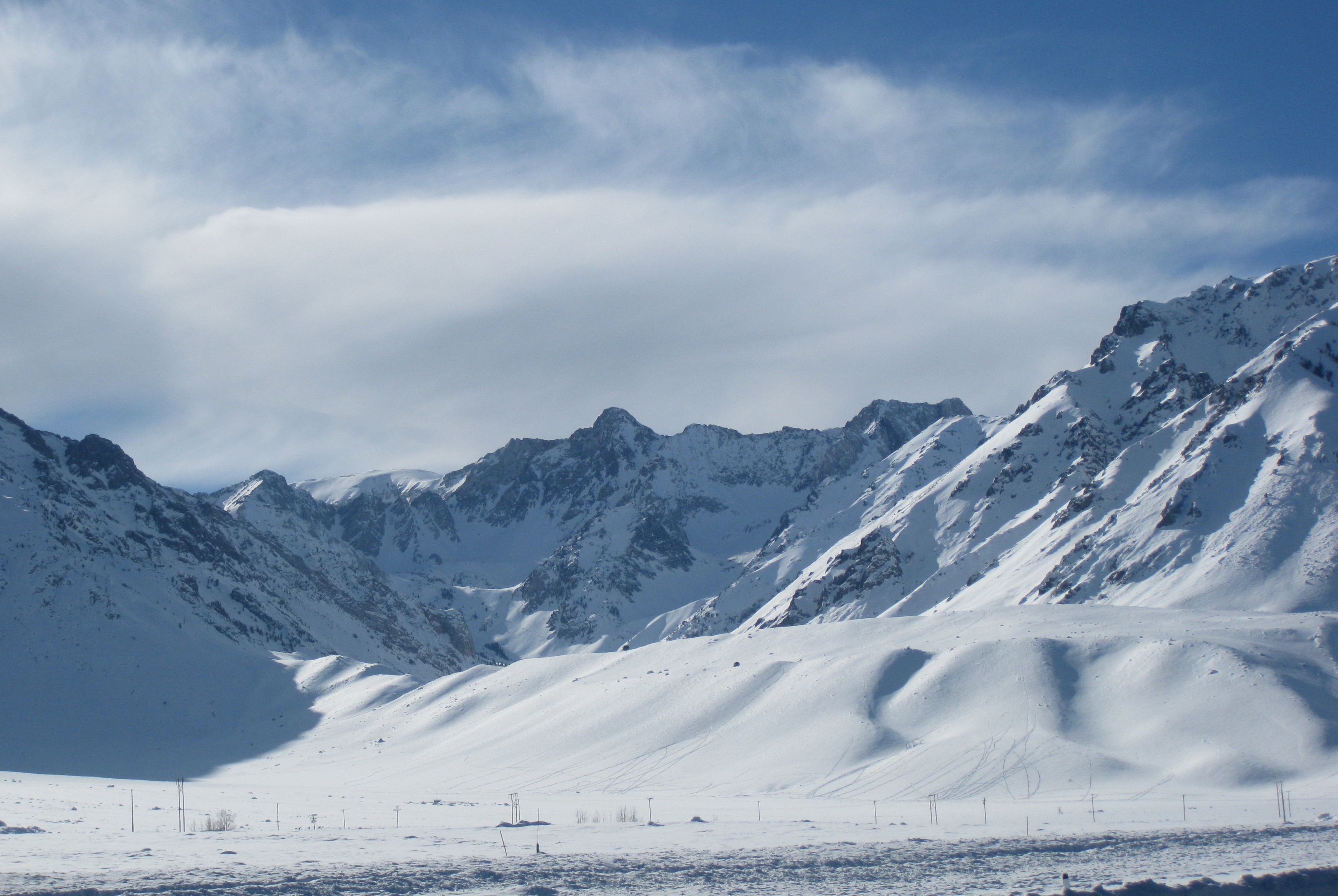
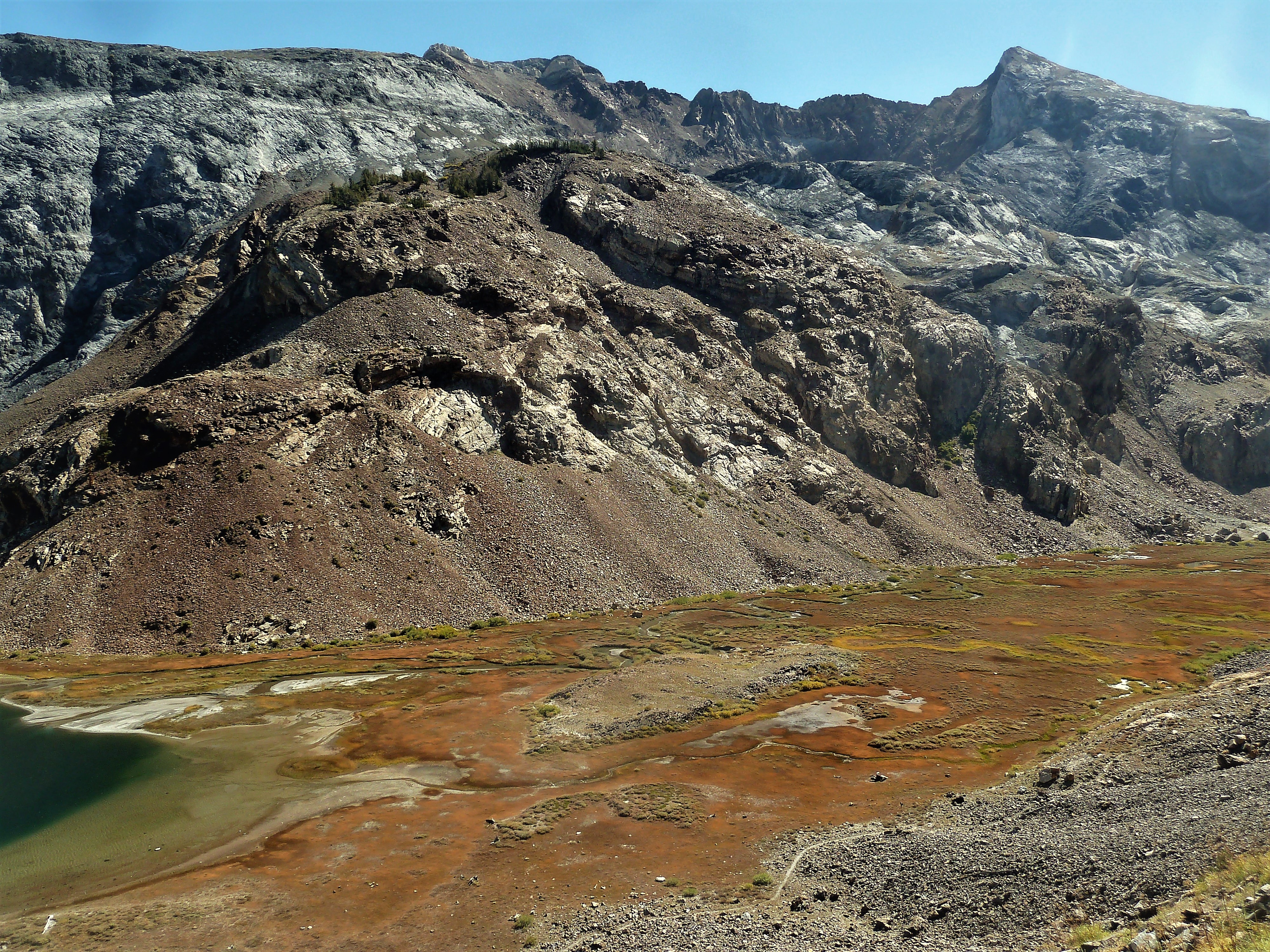
القمة في الزاوية اليمنى العليا، الجانب الشمالي الغربي من بحيرة ميلدريد.
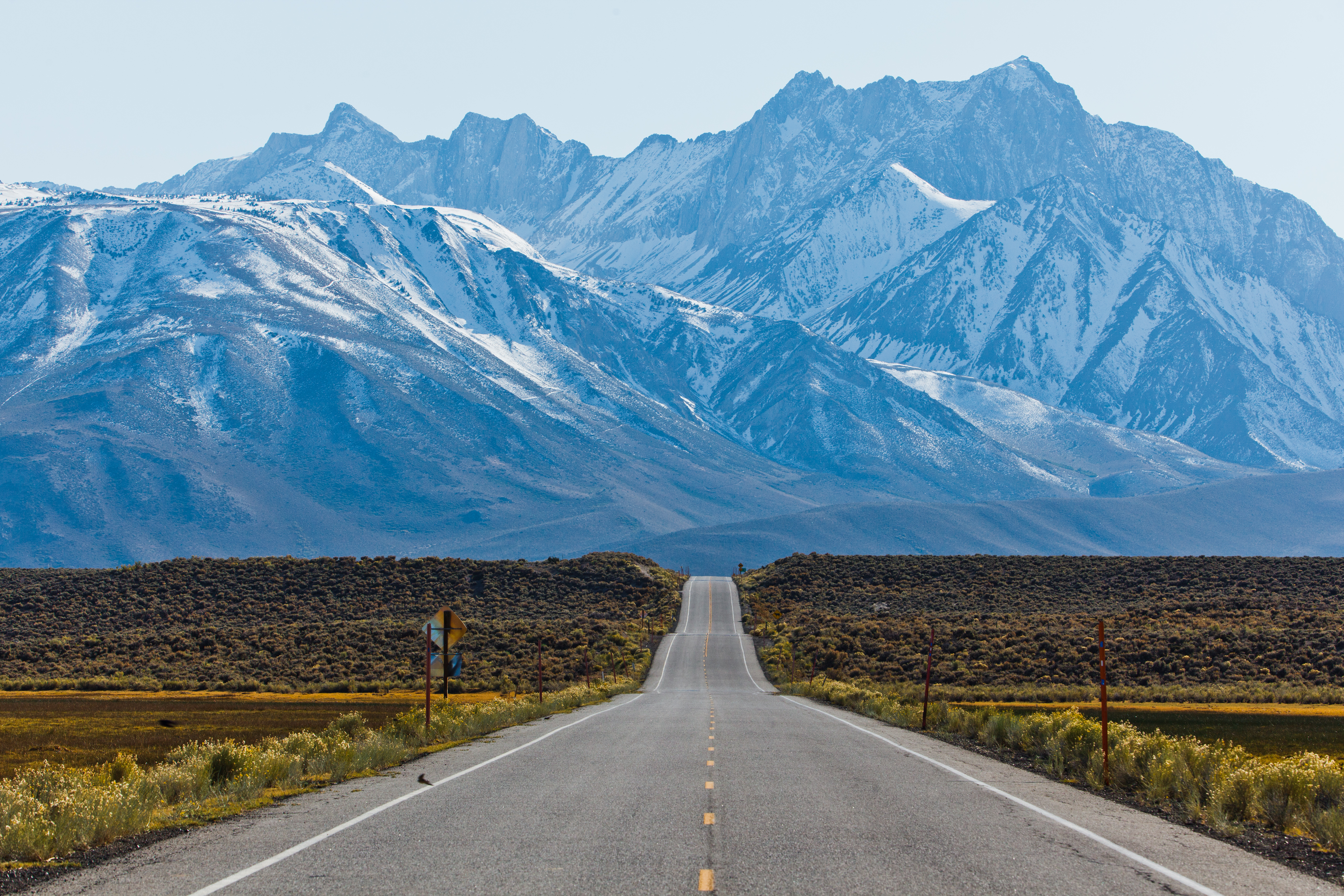
جبل بالدوين على اليسار وجبال أخرى.
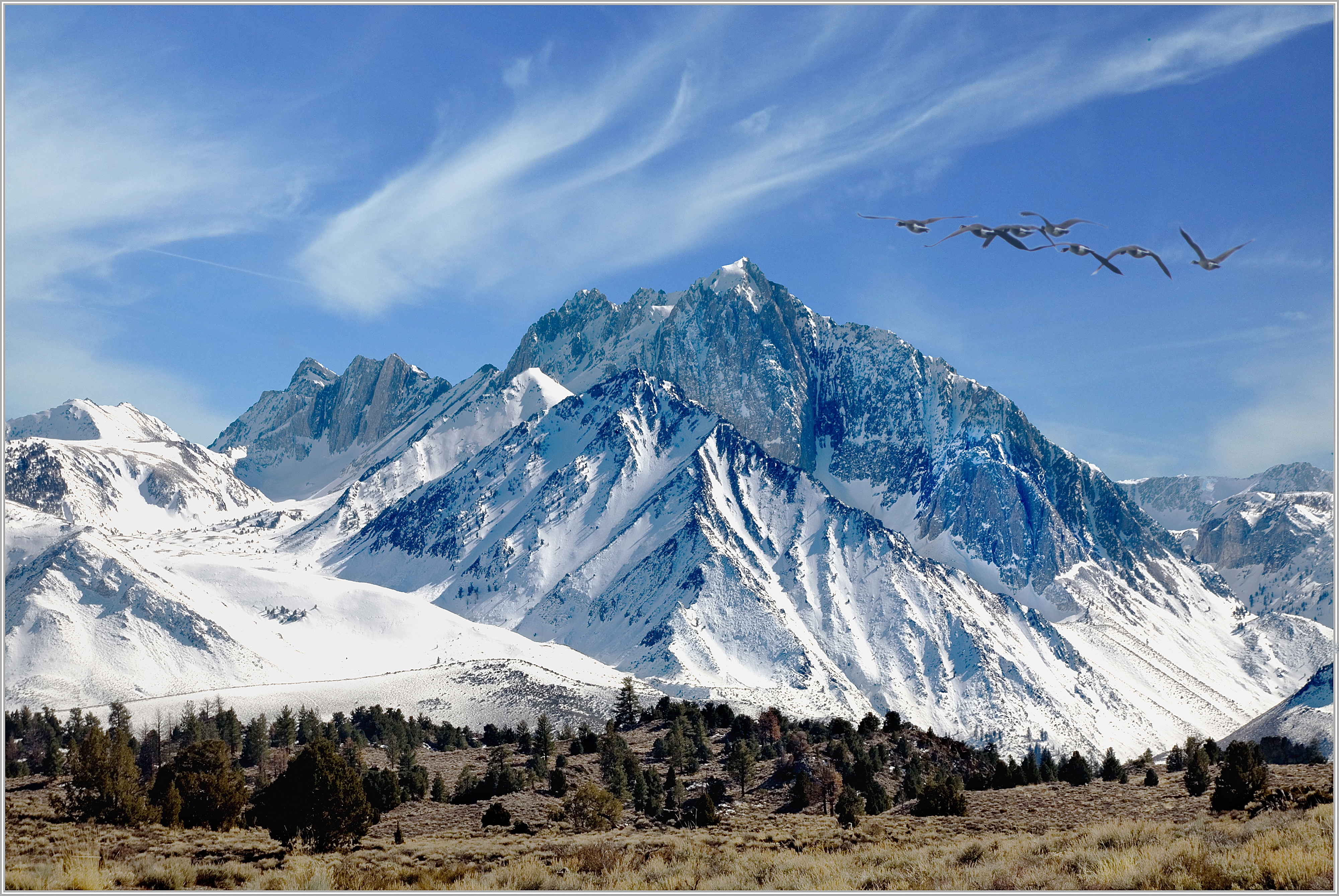
بالدوين خلف اليسار وموريسون شمالا
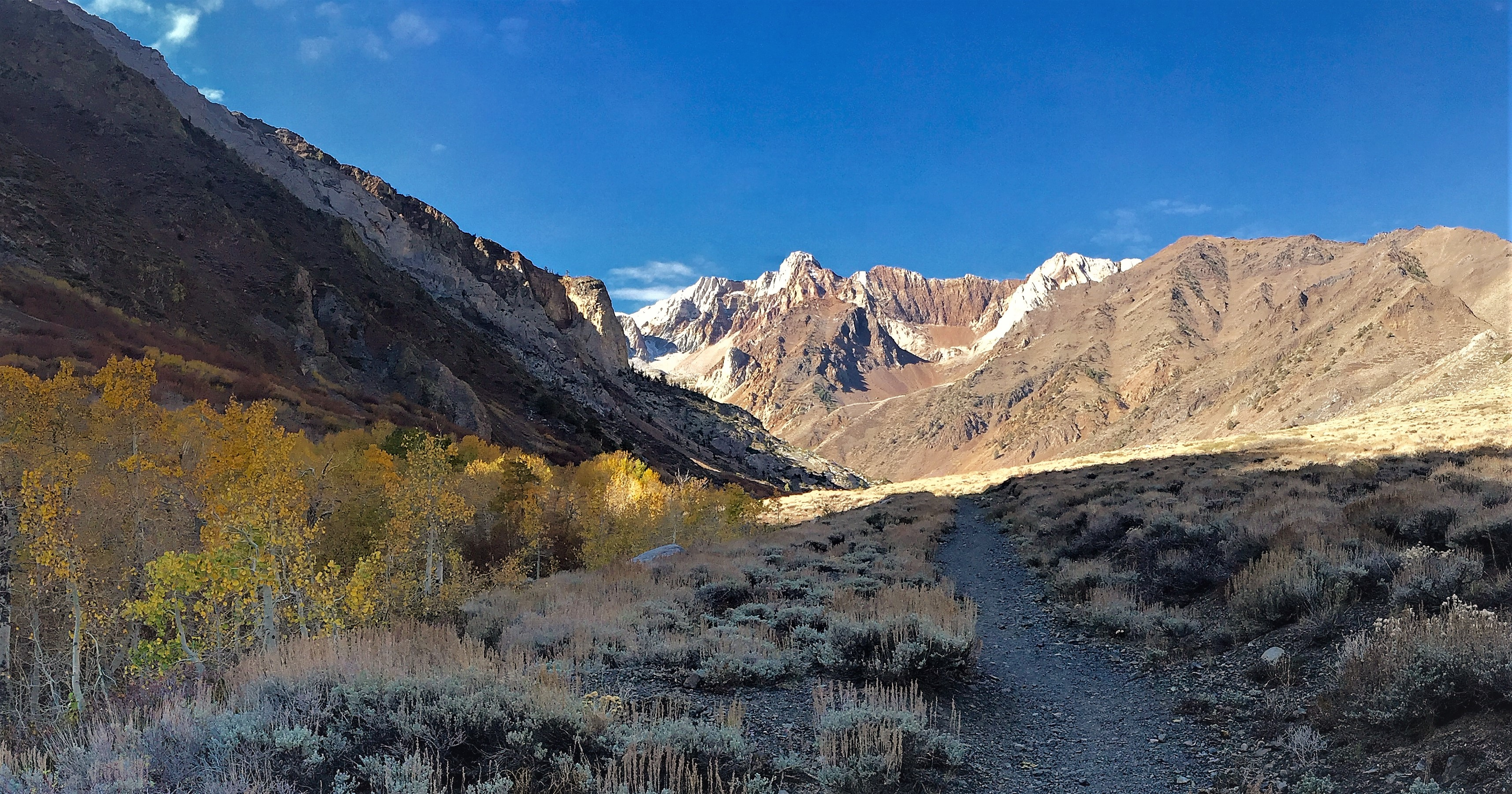
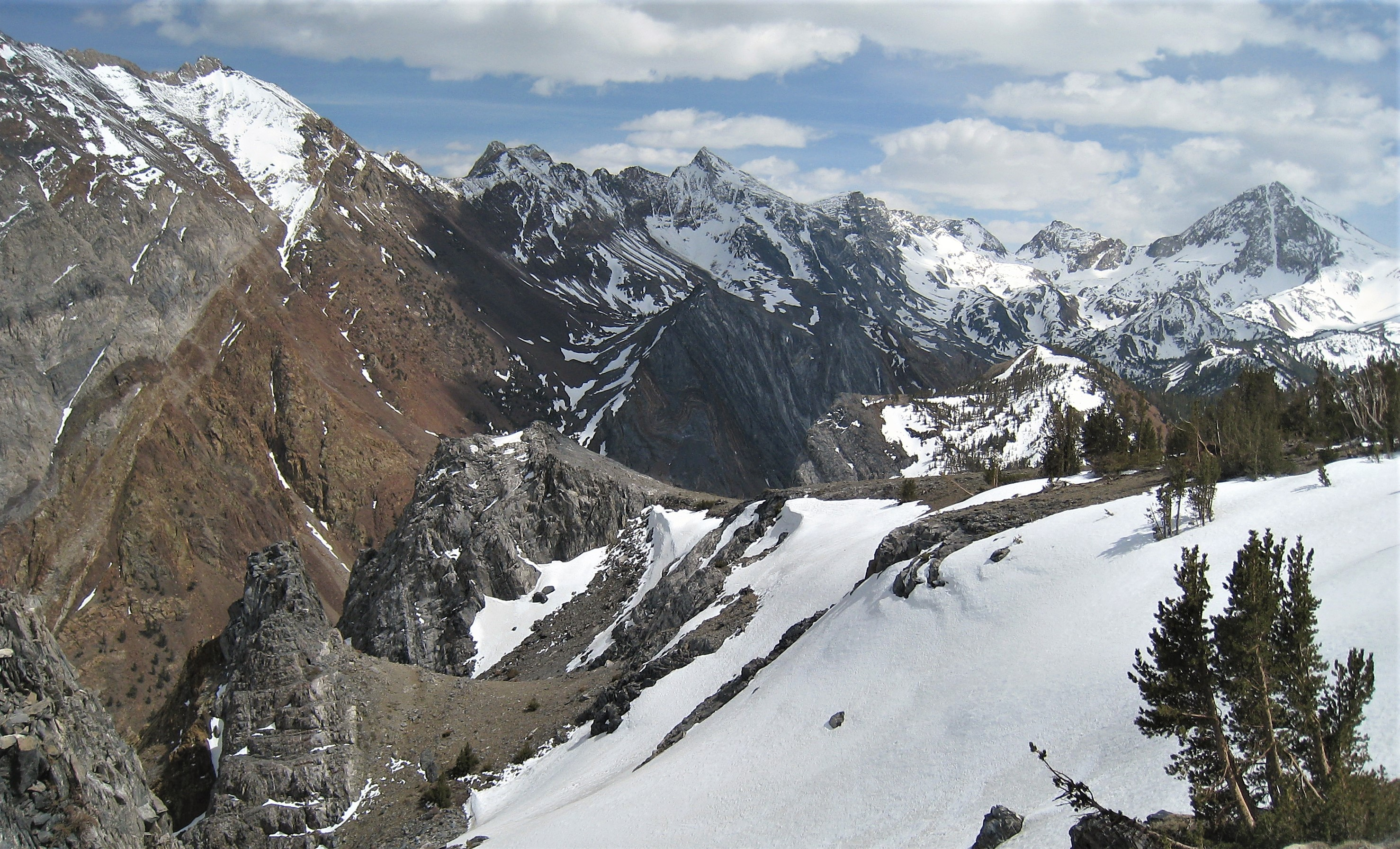
منحدر جبل موريسون على اليسار، مركز بالدوين، جبل ريد سليت يمين جبل لوريل.

## روابط خارجية
- توقعات الطقس: جبل بالدوين
- عرض القمة (الصورة): فليكر